# Ruddington
Ruddington è un paese di 6 500 abitanti della contea del Nottinghamshire, in Inghilterra.